# High Country
High Country è il quinto album in studio del gruppo musicale statunitense The Sword, pubblicato nel 2015.

## Tracce
1. Unicorn Farm – 0:50
2. Empty Temples – 3:55
3. High Country – 2:37
4. Tears Like Diamonds – 3:46
5. Mist and Shadow – 5:26
6. Agartha – 2:23
7. Seriously Mysterious – 2:45
8. Suffer No Fools – 2:43
9. Early Snow – 4:15
10. The Dreamthieves – 3:57
11. Buzzards – 4:13
12. Silver Petals – 2:37
13. Ghost Eye – 3:15
14. Turned to Dust – 3:31
15. The Bees of Spring – 3:57

## Formazione
Gruppo
- J. D. Cronise – voce, chitarra
- Kyle Shutt – chitarra
- Bryan Richie – basso, sintetizzatori, chitarra acustica (12)
- Santiago "Jimmy" Vela III – batteria, percussioni

Altri musicisti
- Jazz Mills – cori (3, 7, 10)
- Mark Gonzales – trombone (9)
- Gilbert Elorreagab – tromba (9)
- Josh Levy – sassofono (9)
- Kino Esparza – cori (10)